# デリック・ヘンリー
デリック・ラマー・ヘンリー・ジュニア（Derrick Lamar Henry Jr., 1994年1月4日 - ）は、アメリカ合衆国フロリダ州ユーリー出身のプロアメリカンフットボール選手。NFLのボルチモア・レイブンズに所属している。ポジションはランニングバック。

## 経歴

### プロ入り前
フロリダ州ユーリーで生まれ育つ。ユーリー高校時代、通算ラッシングヤードで12,124ヤードを記録し、ハイスクールフットボールの新記録を樹立した。アラバマ大学進学後、カレッジフットボールのアラバマ・クリムゾンタイドでプレーをした。3年次の2015年、ハーシェル・ウォーカーが持っていたシーズンラッシングヤード記録を更新する2,219ヤードを記録し、2015年のハイズマン賞、ドーク・ウォーカー賞、マクスウェル賞、ウォルター・キャンプ賞を獲得した。

### テネシー・タイタンズ
2016年のNFLドラフトで2巡目（全体45位）でテネシー・タイタンズに指名され、入団。
2017年の中盤まではデマルコ・マレーのバックアップを務めたが、その後は併用されるようになった。
2018年はマレーの引退に伴ってエースRBとなった。第13週のジャクソンビル・ジャガーズ戦ではNFLタイ記録である99ヤードタッチダウンを記録するなど238ヤードをランで獲得した。12月を通して625ヤード、8TDを記録してAFCの月間最優秀攻撃選手賞を受賞した。
2019年は、ラッシングヤード（1,540）とラッシングタッチダウン数（16）でリーグ1位の成績となった（グリーンベイ・パッカーズのアーロン・ジョーンズと同数）。シーズン後、4年5,000万ドルで契約に合意した。
2020年、10月のAFC月間最優秀攻撃選手賞を受賞するなどの活躍を続け、再びラッシングヤード（2,027）とタッチダウン（17）でリーグ1位となり、またNFL史上8人目となるシーズン2,000ヤード超えを果たした。AP通信最優秀攻撃選手を受賞した。
2021年は第2週のシアトル・シーホークス戦、第6週のバッファロー・ビルズ戦でAFC週間最優秀攻撃選手賞を受賞していたものの、足の骨を折って9試合を欠場した。ポストシーズンで復帰を果たしたものの、シンシナティ・ベンガルズへの敗戦によってシーズンを終えた。
2022年は10月の4試合で563ラン獲得ヤード、5TDを記録するなどチームの4連勝に貢献し、AFC月間最優秀攻撃選手賞を受賞した。
2023年はNFL史上10人目となる、5年続けて1,000ラン獲得ヤードと10ラッシングTDを記録したRBとなり、2年連続4度目のプロボウルに選出された。

### ボルチモア・レイブンズ
2024年3月12日、8シーズンを過ごしたタイタンズを離れ、ボルチモア・レイブンズと2年1,600万ドルの契約で合意した。セイクワン・バークリーに次ぐ1,921ラン獲得ヤードを記録し、オールプロセカンドチームに選出された。
2025年5月19日、昨シーズンの活躍などを受け、レイブンズと2年総額3,000万ドルの契約延長を行った。

## 人物
MLSナッシュビルSCの少数株主になっている。

## 詳細情報

### 年度別成績

#### レギュラーシーズン
| 年度     | チーム / 背番号 | 試合 | 試合 | ラン  | ラン        | ラン             | ラン        | ラン | レシーブ | レシーブ    | レシーブ         | レシーブ    | レシーブ | ファンブル    | ファンブル |
| 年度     | チーム / 背番号 | 出場 | 先発 | 回数  | 獲得 ヤード | 平均 獲得 ヤード | 最長 ヤード | TD   | 回数     | 獲得 ヤード | 平均 獲得 ヤード | 最長 ヤード | TD       | ファン ブル数 | ロスト     |
| -------- | --------------- | ---- | ---- | ----- | ----------- | ---------------- | ----------- | ---- | -------- | ----------- | ---------------- | ----------- | -------- | ------------- | ---------- |
| 2016     | TEN 22          | 15   | 2    | 110   | 490         | 4.5              | 22          | 5    | 13       | 137         | 10.5             | 29          | 0        | 0             | 0          |
| 2017     | TEN 22          | 16   | 2    | 176   | 744         | 4.2              | 75T         | 5    | 11       | 136         | 12.4             | 66T         | 1        | 1             | 0          |
| 2018     | TEN 22          | 16   | 12   | 215   | 1,059       | 4.9              | 99T         | 12   | 15       | 99          | 6.6              | 21          | 0        | 1             | 1          |
| 2019     | TEN 22          | 15   | 15   | 303   | 1,540       | 5.1              | 74T         | 16   | 18       | 206         | 11.4             | 75T         | 2        | 5             | 3          |
| 2020     | TEN 22          | 16   | 16   | 378   | 2,027       | 5.4              | 94T         | 17   | 19       | 114         | 6.0              | 53          | 0        | 3             | 2          |
| 2021     | TEN 22          | 8    | 8    | 219   | 937         | 4.3              | 76T         | 10   | 18       | 154         | 8.6              | 16          | 0        | 1             | 0          |
| 2022     | TEN 22          | 16   | 16   | 349   | 1,538       | 4.4              | 56          | 13   | 33       | 398         | 12.1             | 69          | 0        | 6             | 3          |
| 2023     | TEN 22          | 17   | 17   | 280   | 1,167       | 4.2              | 69          | 12   | 28       | 214         | 7.6              | 46          | 0        | 0             | 0          |
| 2024     | BAL 22          | 17   | 17   | 325   | 1,921       | 5.9              | 87T         | 16   | 19       | 193         | 10.2             | 27          | 2        | 3             | 1          |
| NFL：9年 | NFL：9年        | 136  | 105  | 2,355 | 11,423      | 4.9              | 99T         | 106  | 174      | 1,651       | 9.5              | 75T         | 5        | 20            | 10         |

- 2024年度シーズン終了時
- 太字は自身最高記録
- ■はNFL最優秀攻撃選手賞受賞年
- ■は各年度のリーグ最高記録
- ■はNFL記録

#### ポストシーズン
| 年度 | チーム | 試合 | 試合 | ラン | ラン        | ラン             | ラン        | ラン | レシーブ | レシーブ    | レシーブ         | レシーブ    | レシーブ | ファンブル     | ファンブル |
| 年度 | チーム | 出場 | 先発 | 回数 | 獲得 ヤード | 平均 獲得 ヤード | 最長 ヤード | TD   | 回数     | 獲得 ヤード | 平均 獲得 ヤード | 最長 ヤード | TD       | ファ ンブ ル数 | ロスト     |
| ---- | ------ | ---- | ---- | ---- | ----------- | ---------------- | ----------- | ---- | -------- | ----------- | ---------------- | ----------- | -------- | -------------- | ---------- |
| 2017 | TEN    | 2    | 2    | 35   | 184         | 5.3              | 35T         | 1    | 5        | 56          | 11.2             | 29          | 0        | 1              | 0          |
| 2019 | TEN    | 3    | 3    | 83   | 446         | 5.4              | 66          | 2    | 5        | 21          | 4.2              | 22          | 0        | 0              | 0          |
| 2020 | TEN    | 1    | 1    | 18   | 40          | 2.2              | 8           | 0    | 3        | 11          | 3.7              | 7           | 0        | 0              | 0          |
| 2021 | TEN    | 1    | 1    | 20   | 62          | 3.1              | 9           | 1    | 0        | 0           | 0.0              | 0           | 0        | 0              | 0          |
| 2024 | BAL    | 2    | 2    | 42   | 270         | 6.4              | 44T         | 3    | 0        | 0           | 0.0              | 0           | 0        | 0              | 0          |
| 計   | 計     | 9    | 9    | 198  | 1,002       | 5.1              | 66          | 7    | 13       | 88          | 6.8              | 29          | 0        | 1              | 0          |

- 2024年度シーズン終了時
- 太字は自身最高記録